# 長田和久
長田 和久（おさだ かずひさ、1959年2月8日 - ）は、山梨県出身の日本のサッカー審判員。職業は教員。

## 来歴
1993年1月に一級審判員登録、2007年11月引退。現役時代J1リーグ93試合、J2リーグ25試合で主審を務めた。
自身の母校でもある東海大甲府高校の保健体育科教員を20年以上務めている。同時に同校サッカー部の監督でもある。
現在は主にJ1・J2リーグで審判の評価をする審判アセッサーを務める。同時に関東サッカー協会の審判委員会委員長を務め、後進の指導にあたっている。過去に山梨県サッカー協会審判委員会委員長を務めた。
現役時代、主審を務めた2007年J1第10節（5月6日）の大分トリニータ-サンフレッチェ広島戦で対象選手を取り違えてイエローカードを与えたことで、日本サッカー協会から1ヶ月の研修を命じられた。この年の全国高等学校サッカー選手権大会山梨県予選決勝の主審を最後に現役を引退した。